# Hans Junkermann (actor)
Hans Ferdinand Junkermann (24 de febrero de 1872 - 12 de junio de 1943) fue un actor teatral y cinematográfico alemán.

## Biografía
Nacido en Stuttgart, Alemania, era hijo de los también actores August Junkermann y Rosa LaSeur. Finalizada la escuela secundaria, ingresó en la compañía teatral de su padre. Pudo viajar en gira por los Estados Unidos, y debutó el 31 de octubre de 1893 actuando en la pieza de Fritz Reuter Onkel Bräsig, representada en el Zentral-Theater de Berlín. Otros teatros en los que actuó Junkermann fueron el Teatro Thalia de Hamburgo en 1895, la Orquesta Estatal de Weimar, la Ópera Estatal de Hesse y, en 1896, el Thalia-Theater de Berlín. Después, entre 1902 y 1915, formó parte del elenco del Trianon-Theater.
Junkermann debutó en 1911 como actor de cine mudo. A causa de ello dejó el teatro en 1915, limitándose a actuaciones especiales en locales berlineses. El larguirucho Junkermann, con su característico bigote, se convirtió en uno de los más ocupados actores de reparto del cine alemán. En 1930 interpretó en Hollywood, California, las versiones alemanas de tres producciones estadounidenses. De regreso a Alemania, desde 1931 a 1934 trabajó en el Schauspielhause de Steglitz, y en 1933 ingresó en el Kameradschaft der Deutschen Künstler, recibiendo en 1940 el nombramiento de Staatsschauspieler (actor estatal).
Hans Junkermann falleció en Berlín, Alemania, en 1943. Fue enterrado en el Cementerio Friedhof Heerstraße de dicha ciudad. Había estado casado desde 1911 con la actriz Julia Serda, convirtiéndose en padrastro de Charlotte Serda, hija de Julia fruto de una anterior relación. 
Junkermann tuvo un hermano, Fritz Junkermann (1883-1942), que fue también actor.

## Selección de su filmografía
| - 1911: Vater und Sohn - 1913: Wo ist Coletti? - 1916: Der Schirm mit dem Schwan - 1919: Flimmersterne - 1919: Das Mädchen aus dem wilden Westen - 1921: Hamlet - 1921: Hazard - 1921: Das Spiel mit dem Feuer - 1922: Der Taugenichts - 1922: Dr. Mabuse, der Spieler-Ein Bild der Zeit - 1922: Die Dame und ihr Friseur - 1922: Sodoms Ende - 1922: Gespenster - 1923: Die Fledermaus - 1923: Die große Unbekannte - 1923: Nanon - 1924: Ein Traum vom Glück - 1925: Der Farmer aus Texas - 1925: Liebe und Trompetenblasen - 1926: Manon Lescaut - 1926: Prinzessin Trulala - 1926: Annemarie und ihr Ulan - 1926: An der schönen blauen Donau - 1927: Die Geliebte - 1927: Die tolle Lola - 1927: Das Heiratsnest - 1927: Der Orlow - 1927: Der Bettelstudent - 1928: Liebe im Mai - 1928: Die Zirkusprinzessin - 1929: Sündig und süß - 1929: Das verschwundene Testament - 1930: Der Detektiv des Kaisers - 1930: Er oder ich | - 1931: Schatten der Unterwelt - 1931: Der Storch streikt! - 1931: Man braucht kein Geld - 1931: Anna Christie - 1932: Die Tänzerin von Sanssouci - 1932: Glück über Nacht - 1933: Die kleine Schwindlerin - 1933: Heimat am Rhein - 1933: Die Blume von Hawaii - 1933: Ist mein Mann nicht fabelhaft? - 1934: Pipin der Kurze - 1934: Die Czardasfürstin - 1934: Musik im Blut - 1935: Artisten - 1935: Der junge Graf - 1935: Der Außenseiter - 1936: Drei Mäderl um Schubert - 1936: Eine Frau ohne Bedeutung - 1936: Der lustige Witwenball - 1937: Die göttliche Jette - 1937: Der Mann, der Sherlock Holmes war - 1938: Der unmögliche Herr Pitt - 1938: Fortsetzung folgt - 1938: Unsere kleine Frau - 1939: Frau am Steuer - 1939: Das Ekel - 1939: Verdacht auf Ursula - 1940: Liebesschule - 1940: Der Herr im Haus - 1940: Bismarck - 1943: Altes Herz wird wieder jung - 1943: Münchhausen - 1943: Akrobat schö-ö-ö-n |